# Sorklöpare
Sorklöpare (Trechoblemus micros) är en skalbaggsart som först beskrevs av Herbst 1784.  Sorklöpare ingår i släktet Trechoblemus, och familjen jordlöpare. Arten är reproducerande i Sverige.